# Családterápia
A családterápia, vagy család- és párterápia a pszichoterápia egyik ága, amely családokkal és intim kapcsolatban lévő párokkal foglalkozik a hasznos változásért és fejlődésért. A családtagok közötti interakciók rendszerét, és ezek változását tartja szemmel és segíthet az egyénnek ezekkel a helyzetekkel hatékonyabban megbirkózni. A családi kapcsolatokat mint a lelki egészség egyik fontos elemét hangsúlyozza.
A különböző családterápiás iskolák között a hasonlóság az a hit, hogy függetlenül a probléma eredetétől és hogy a kliensek ezt egyéni vagy családi gondnak ítélik meg, a család bevonása a probléma megoldásába gyakran előnyös. A család bevonása rendszerint a terápiás ülésen való részvétellel történik.
A korai években a klinikusok a család fogalmát egy nagyon tradicionális módon definiálták, ami általában szülőkből és gyerekekből állt. Ahogy ez a terület továbbfejlődött, a család fogalmát egyre inkább úgy definiálták, mint egy erősebb, támogató közeg, hosszú távú szerepekkel és kapcsolatokkal olyan emberek között, akiket vagy összeköt a vér, vagy nem.
A családterápia sikeres volt dilemmák egész sorozatában; nincs olyan emberi kapcsolat vagy pszichológiai probléma, ami ne lett volna kapcsolatban ezzel a megközelítéssel.

## Történet és teoretikus keretrendszer
A családokon történő formális beavatkozás, a család vagy az egyén segítése végett, különféle problémákat megtapasztalva, sok kultúra részét képezte a történelem során. Ezek a beavatkozások sokszor formális folyamatokat vagy rituálékat tartalmaztak, ahol gyakran részt vettek a nagycsalád tagjai, de a közösség nem-rokon tagjai is. A specializálódás felbukkanását követően számos társadalomban ezeket a beavatkozásokat a közösség egy különleges tagja vezette – mint például egy vezér, pap vagy orvos, és így tovább.
A családterápia mint önálló professzionális eljárás a nyugati kultúrákban talán a XIX. századi angol és amerikai szociális munka mozgalmakkal magyarázható. Mint pszichoterápiás ág, gyökerei a XX. század elején keresendők a nevelési- és házassági tanácsadás megjelenésében. A formai fejlődése a családterápiának az 1940-es évekre és az 1950-es évek elejére tehető az American Associaton of Marriage Counselors (az AAMFT elődje) 1942-es megalapításával és a különböző független klinikusok és csoportok munkájával – Angliában (John Bowlby a Tavistock Klinikán), USA-ban (John Bell, Nathan Ackerman, Christian Midelfort, Theodore Lidz, Lyman Wynne, Murray Bowen, Carl Whitaker, Virginia Satir) és Magyarországon (D.L.P. Liebermann) – akik a család tagjait együtt kezdték el nézni vizsgálat vagy terápiás ülés céljával. A pszichoanalízis is nagyon erősen hatott rá (a legtöbb alapító pszichoanalitikus múlttal rendelkezik) a szociális pszichiátriával együtt, később pedig a tanulási teória és a viselkedésterápia – és ezek a klinikusok különböző teóriákat kezdtek el kidolgozni a család, mint entitás működésével és természetével kapcsolatban, ami több egyének egyszerű csoportosulásánál.
A mozgalom az 1950-es évek közepén nagy reklámot kapott az antropológus, Gregory Bateson és munkatársai (Jay Haley, Donald J. Jackson, John Weakland, William Fry és később Virginia Satir, Paul Watzlawick és mások) Palo altoi (USA) munkájának köszönhetően. A kibernetikából és az általános rendszerelméletből emelt be ötleteket a szociálpszichológiába és a pszichoterápiába, a kommunikáció különleges szerepére fókuszálva. Ez a megközelítés kerüli a tradicionális egyén-pszichológiára és történelmi tényezőkre való fókuszálását – mely magában foglalja az úgy nevezett lineáris ok-okozati összefüggések és tartalom fogalmát – és helyette a visszajelzéseket és a homoesztatikus mechanizmusokat és „szabályokat” hangsúlyozza az itt és most kölcsönhatásokban – az úgynevezett körkörös ok-okozati összefüggést és folyamatot. Ezt a csoportot befolyásolta még az amerikai pszichiáter, hipnoterapeuta és rövid terápiát tartó szakember, Milton H. Erickson – főként az ő innovatív változás-stratégia-felhasználása, mint pl. a paradox irányelvek. A Bateson Projekt tagjai (mint alapítói számos családterápiás iskolának, beleértve Carl Whitakert, Murray Bowent és Böszörményi-Nagy Ivánt) nagyon érdeklődtek az esetleges pszichoszociális okok és a skizofrénia kezelése iránt, különös tekintettel a feltételezett „jelentés” és „funkció” jelekre és tünetekre a családi rendszerben. Lyman Wynne és Theodore Lidz pszichiáterek és pszichoanalitikusok kommunikációs deviancia és szerepek (mint pl. ál-kölcsönösség, ál-ellenségesség) témakörben, skizofréniások családjaiban végzett kutatása szintén befolyásoló tényezővé vált a rendszer-kommunikáció-orientált elméletekre és terapeutákra.
Az 1960-as évekkel számos különböző családterápiás iskola jelent meg. Azokból a csoportokból, amelyekre a kibernetika és a rendszerelmélet a leginkább hatással volt került ki a rövidterápia és kicsivel később a Salvador Minuchin-féle strukturális családterápia és Mara Selvini Palazzoli sajátos családterápiás módszere (Milan systems). Részben a bizonyos szempontból szisztémás modellekre való reakcióként jelentek meg a Virginia Satir és Carl Whitaker féle gyakorlati megközelítések, amelyek csekély jelentőséget tulajdonítottak a teoretikus konstrukcióknak és hangsúlyozták a szubjektív tapasztalat és a ki-nem-mondott érzések (beleértve a tudatalattit), hiteles kommunikáció, spontaneitás, kreativitás és a teljesen elkötelezett terapeuta fontosságát. 
Egyidejűleg és kissé függetlenül alakultak ki a Murray Bowen, Böszörményi-Nagy Iván, James Framo és Norman Paul féle különböző intergenerációs terápiák, amelyek eltérő elméletekkel rendelkeznek az egészség és diszfunkció intergenerációs átadásával kapcsolatban, de mindegyik általában legalább a család 3 generációjával foglalkozik (személyesen vagy elméletben). Ezt vagy közvetlenül a terápiás ülés alatt, vagy „otthonlátogatás” alkalmával, stb. teszi meg. A Pszichodinamikus családterápia, ami az individuális pszichológiával és a tudattalannal foglalkozik a jelenleg fennálló kapcsolatok keretén belül, számos csoport által folytatta fejlődését, amelyekre Nathan Ackerman ötletei és módszerei, a British School of Object Relations és John Bowlby munkája voltak nagy hatással. A többcsaládos csoportterápia, a pszichoedukációs családi beavatkozás előfutára, mint egy pragmatikus alternatívája a beavatkozásnak jelent meg, különösen mint kiegészítő kezelés olyan súlyos mentális zavarokra, amelyek jelentős biológiai alappal rendelkeznek (mint. pl. a skizofrénia). Illetve elméleti kihívást jelent a patogenézis néhány „szisztémás” paradigmájának, amelyek részét képezik számos meghatározó családterápiás modellnek. Az 1960-as évek vége és az 1970-es évek elején született meg a Ross Peck és Carolyn Attneave által létrehozott hálózati terápia és a viselkedési házasságterápia (az 1990-es évektől viselkedési párterápia, illetve párkapcsolati tanácsadás) és viselkedési családterápia.
Az 1970-es évek végével a klinikai tapasztalatok súlya – főként a súlyos mentális zavarok kezelésével kapcsolatban – számos eredeti modell felülvizsgálatához és a korai súrlódások, elméleti nyelvi tisztaság mérsékléséhez vezetett. Egy általános „lágyulás” vette kezdetét az eddig egymástól szigorúan elhatárolódó iskolák között a közeledésért tett lépéseken keresztül, úgy, mint az integráció, eklektika – de azért volt még néhányszor pozícióbeli erőfitogtatás egyes iskolák között. Ezek a tendenciák visszatükröződtek a területen belül zajló élénk vitákban és a különböző forrásokból származó kritikákban. Ilyen volt többek között a feminizmus és a posztmodern irányzat, amelyek tükrözték a korabeli kulturális és politikai irányzatokat, és amelyek előrevetítették a későbbi „posztrendszereket”, a konstruktivista és szociálkonstruktivista megközelítéseket (1980-as és 1990-es évek). De ezek a tényezők nem csak visszatükrözték, hanem befolyásolták is a fent említett tendenciákat. Bár még mindig vita van arról, hogy vajon a szisztémás-konstruktivista és az orvosi-biológiai megközelítések szükségszerűen ellentétesek voltak-e, illetve milyen mértékben, egyre növekvő volt a hajlandóság és a tendencia arra vonatkozólag, hogy a terapeuták a segítő és orvosi szakterület más tagjaival is összedolgozzanak egy multimodális klinikai partneri kapcsolat keretein belül.
Az 1980-as évek közepétől napjainkig ezt a szakterületet a megközelítések sokszínűsége jellemzi, ami részben az eredeti iskolákat tükrözi vissza, de egyúttal más módszerekre és elméletekre is támaszkodik az egyéni pszichoterápiából és más területekről – ezek a megközelítések és források a következők: rövidterápia, strukturális terápia, konstruktivista megközelítés, megoldás-orientált terápia, narratív terápia, egy sor kognitív és behaviorista megközelítés, pszichodinamikus megközelítések, intergenerációs megközelítések, hálózati terápia és multiszisztémás terápia. A multikulturális, interkulturális és integratív megközelítések kidolgozása még folyamatban van. Sokan eklektikusnak állítják be magukat, mivel több területről származó technikákat alkalmaznak a saját benyomásaiktól és/vagy a kliens igényeitől függően. Ám egy „általános” családterápia iránti mozgalom növekszik, ami be kívánja építeni a szakterület összegyűjtött tudásának legjavát, ami használható lenne sok különböző kontextusban, de mindig lesznek olyan terapeuták, akik csak többé-kevésbé csatlakoznak az adott megközelítés(ek)hez.
A családterápia ötletei és módszerei hatással voltak a pszichoterápiára úgy általánosságban: egy több mint 2500 amerikai pszichoterapeuta között végzett kutatás (2006) feltárta, hogy az elmúlt negyedszázad 10 legbefolyásosabb terapeutája közül hárman kiváló családterapeuták, valamint a családi és házassági rendszer modellje volt a második leggyakrabban használt modell a kognitív viselkedésterápia után.
Ahogy haladunk a XXI. században, az internet is segít a családterápiás képzéseket és programokat szélesebb körben elérhetővé tenni.

## Technikák
A családterápia számos tanácsadó és más technikát alkalmaz, úgy mint:
- kommunikációs elmélet
- média és kommunikációs pszichológia
- pszichoedukáció
- pszichoterápia
- szisztémás coaching
- rendszerelmélet
- valóságterápia

Az ülések száma helyzetfüggő, de általában 20-50 közötti. Egy családterapeuta általában egy időben találkozik a család több tagjával. A terápiás beavatkozások általában a kapcsolati mintázatokra és nem az impulzusok és a gyermekkori traumák elemzésére fókuszál (mint ahogy ezt egy freudi pszichoanalízis tenné), habár egyes családterápiás iskolák – mint pl. a pszichodinamikus és az intergenerációs – használják pl. a genogramot, mint eszközt a kapcsolati mintázatok generációról generációra történő megfigyelésére. A családterapeutákat általában jobban foglalkoztatja, mi történik a személyek között, mintsem hogy mi történik a személyen belül.

## Akadémiai források
- Family Process
- Journal of Child and Family Studies, ISSN 1062-1024 (Print) 1573-2843 (Online), Springer
- Journal of Marital and Family Therapy
- Journal of Family Psychology
- Family Relations
- Contemporary Family Therapy
- Family Matters, Australian Institute of Family Studies
- Journal of Comparative Family Studies, ASIN: B00007M2W5, Univ of Calgary/Dept Sociology
- Journal of Family Studies, ISSN 1322-9400, eContent Management Pty Ltd
- Journal of Family Therapy, AFT (Association for family Therapy & Systemic Practice in the UK)
- Context Magazine, AFT, UK
- Karnac Systemic Thinking and Practice Series

## Külső hivatkozások
- American Association for Marriage and Family Therapy: main professional association in US
- American Family Therapy Academy: main research-oriented professional association in US
- Association for Family Therapy and Systemic Practice in the UK
- Australian and New Zealand Journal of Family Therapy: the de facto professional association for Australia and NZ
- Bowen Theory from the Bowen Center for the Study of the Family.
- California Association of Marriage and Family Therapists
- European Family Therapy Association
- International Family Therapy Association
- Historical overview of the field; Therapist profiles; Timeline from Allyn and Bacon/Longman publishing.
- Family Support Partnership - An Overview of Family Therapy and Mediation
- Dulwich Centre: Gateway to Narrative Therapy & Community Work
- "Mind For Therapy" group devoted to creative origins of Family Therapy
- Glossary of Family Systems and intergenerational concepts
- MFT at Notre Dame de Namur University, Belmont CA
- Social Construction Therapies Network
- Kozma-Vízkeleti Dániel: Családterápia című írása